# ŠNK Slavonac Lipovljani
Športski nogometni klub Slavonac Lipovljani, prije Nogometni klub Slavonac Lipovljani, nogometni je klub iz Lipovljana.